# Синдром Клайнфельтера
Синдром Клайнфельтера (КС), також відомий як 47,ХХУ або ХХУ, це набір симптомів, які є результатом наявності двох або більше X-хромосоми у геномі чоловіків. Основною особливістю є неплідність. Часто прояви не мають значного розвитку, багато людей не підозрюють, що мають таку хворобу. Іноді прояви помітніші, часто є м'язова слабкість, високий зріст, погана координація, рідке оволосіння шкіри,  ожиріння, остеопороз, малі статеві органи, збільшення молочних залоз, зменшення статевого потягу. Найчастіше симптоми стають помітні в пубертатному періоді (період статевого дозрівання). Інтелектуальний розвиток зазвичай нормальний, однак, можуть розвиватись труднощі при читанні та проблеми з мовленням. Симптоми, як правило, виразніше проявляються, якщо генотип має три або більше Х-хромосом. Синдром описаний американським ендокринологом Гаррі Клайнфельтером.
Синдром Клайнфельтера проявляється випадково. Серед можливих ризиків є пізній вік матері. Хвороба не успадковується від батьків. Основний механізм розвитку хвороби — включення щонайменше однієї додаткової Х-хромосоми на додаток до Y-хромосоми таким чином, що каріотип має в загальній складності 47 або більше хромосом замість звичайних 46. Синдром діагностується цитогенетичним дослідженням, із вивченням каріотипу.